# Michel de la Barre
Michel de la Barre (o. 1675 – 15. marts 1745) var en fransk komponist og anerkendt fløjtenist kendt som værende den første til at udgive musik for solofløjte. Han spillede i Pariseroperaen, Musettes et Hautbois de Poitou samt Ludvig XIV's og Ludvig XV's hof.